# Ковалівка (Куп'янський район)
Ковалі́вка — село в Україні, у Куп'янському районі Харківської області. Входить до складу Кіндрашівської сільської громади. Населення становить 44 осіб. До 2020 року орган місцевого самоврядування — Смородьківська сільська рада.
Колишня назва - Диськівка.

## Географія
Село Ковалівка знаходиться на відстані 3 км від річки Куп'янка і на відстані 1 км від села Смородьківка. Селом тече Балка Лиманська.

## Історія
7 (20) листопада 1917 року, відповідно до Третього Універсалу Української Центральної Ради, увійшло до складу Української Народної Республіки.
12 червня 2020 року, відповідно до розпорядження Кабінету Міністрів України № 725-р «Про визначення адміністративних центрів та затвердження територій територіальних громад Харківської області», увійшло до складу Кіндрашівської сільської територіальної громади.